# حرکت ناگهانی ممنوع
حرکت ناگهانی ممنوع (به انگلیسی: No Sudden Move) یک فیلم سینمایی آمریکایی از سال ۲۰۲۱ در ژانر داستان جنایی به کارگردانی استیون سودربرگ و نویسندگی اد سلیمان است. ماجرای این فیلم متمرکز بر روی گروهی از تبهکاران در دام افتاده است.
این فیلم در ۱ ژوئیه ۲۰۲۱ از طریق اچ‌بی‌او مکس منتشر شد.

## داستان
«حرکت ناگهانی ممنوع» داستانی در سال ۱۹۵۵ دیترویت روایت می‌کند و ماجرای گروهی از مجرمین غیرحرفه‌ای را به تصویر می‌کشد که برای مأموریتی به ظاهر ساده سندی را به سرقت ببرند. اما وقتی نقشه‌های‌شان نقش بر آب می‌شود، جستجوی آنان برای یافتن شخصی که استخدامشان کرده و اینکه هدف نهایی او چه بوده، آن‌ها را با طبقات مختلف شهری که به سرعت در حال تغییر است درگیر می‌کند.

## بازیگران
- دان چیدل
- بنیسیو دل تورو
- دیوید هاربر
- ایمی سایمتز
- جان هم
- ری لیوتا
- کیرن کالکین
- نوح جوپ
- برندن فریزر
- بیل دوک
- فرانکی شا
- جولیا فاکس در نقش ونسا
- مت دیمون
- Craig muMs Grant[۱]
- بایرون بوورز[۲][۳][۴][۵][۶]

## تولید
فیلمبرداری قرار بود از اول آوریل سال ۲۰۲۰ آغاز شود اما به دلیل دنیاگیری کووید-۱۹ به تأخیر افتاد. و فیلمبرداری در دیترویت در تاریخ ۲۸ سپتامبر آغاز شد. در اکتبر، مت دیمون در یک نقش کمدی به بازیگران اضافه شد. تولید در ۱۲ نوامبر به پایان رسید.

## انتشار فیلم
کمپانی اچ‌بی‌او مکس قرار است این فیلم را توزیع کند.